# Dues mans
Dues mans  (títol original:Two Hands) és una pel·lícula australiana dirigida per Gregor Jordan estrenada l'any 1999 i premiada amb 15 premis, entre els quals 6 AFI's. Ha estat doblada al català.

## Argument
A Sydney a Austràlia, el jove Jimmy és contractat per Pando, un pistoler: ha de portar una important suma de diners a una dona. Arribat al pis, la dona no respon. Va a la platja per a esperar-la. Veu Alex, una dona que ha conegut abans amb qui ha simpatitzat, va a banyar-se amb ella. Quan torna cap a la seva roba, els diners ha desaparegut, robat per dos adolescents: Pete i Helen. Té pànic. Entra llavors en contacte amb dos homes, planifiquen junts un atracament d'un banc per a l'endemà.
Pando i la seva banda es posen a buscar Jimmy. En el transcurs de la seva investigació, maten Pete amb el seu cotxe per accident. El conductor deixa el cadàver en un costat, i marxen. Helen assisteix impotent a l'accident.
A la tarda, Jimmy s'arrisca de sortir del seu amagatall per tornar a veure Alex, a la qual culpa de part dels seus problemes actuals. Pando i la seva banda el troba i el fan pujar per la força al seu cotxe. Alex que presencia el rapte queda trasbalsada. Es dut a un lloc desert. Abans de matar-lo, la banda discuteix, s'adonen que és en aquest lloc on han assassinat el germà de Jimmy. Quan sent allò, Jimmy es rebel·la i ataca els seus agressors, a continuació aprofita de la sorpresa per a escapolir-se. La banda el persegueix, però arriba a escapar-se.

## Repartiment
- Heath Ledger: Jimmy
- Bryan Brown: Pando
- Rosa Byrne: Alex
- Steven Vidler: Michael
- David Field: Acko
- Tom Llarg: Wally
- Dale Kalnins: Kiwi Bob
- Jerome Ehlers: Busker